# Чемпіонат Франції з футболу 1929
Чемпіонат Франції з футболу 1929 — третій розіграш аматорського національного чемпіонату, проведеного Французькою футбольною федерацією. Участь у змаганнях брали переможці регіональних чемпіонатів, які були поділені на два дивізіони — дивізіон Досконалості (фр. la Division d'excellence) і дивізіон Честі (фр. la Division d'honneur).
Переможцем вищого дивізіону став клуб «Олімпік» (Марсель).

## Дивізіон Досконалості

### Учасники
| Клуб                | Регіональна ліга      |
| ------------------- | --------------------- |
| «Мюлуз»             | Ельзас                |
| СК «Бастідьєнн»     | Південний-Захід       |
| «Олімпік» (Марсель) | Південний-Схід        |
| «Клуб Франсе»       | Париж                 |
| «Руан»              | Нормандія             |
| «Валантіньє»        | Бургундія-Франш-Конте |

### Груповий етап
Шість команд були поділені на дві групи, переможці яких у фіналі визначили чемпіона.

#### Група 1
| М  | Команда             | І | В | Н | П | МЗ | МП | РМ | О |
| -- | ------------------- | - | - | - | - | -- | -- | -- | - |
| 1. | «Олімпік» (Марсель) | 2 | 2 | 0 | 0 | 7  | 1  | +6 | 4 |
| 2. | «Руан»              | 2 | 1 | 0 | 1 | 2  | 2  | 0  | 2 |
| 3. | «Бастідьєнн»        | 2 | 0 | 0 | 2 | 0  | 6  | −6 | 0 |

- 7 квітня, «Руан» — «Бастідьєнн» — 1:0[2] (Вільямс)
- 14 квітня, «Бастідьєнн» — «Олімпік» — 0:5[3] (В.Ван Румбеке-3, Дюран, Альказар)
- 21 квітня, «Олімпік» — «Руан» — 2:1[4] (Девакез, Акуарон — Вільямс[5])

#### Група 2
| М  | Команда       | І | В | Н | П | МЗ | МП | РМ  | О |
| -- | ------------- | - | - | - | - | -- | -- | --- | - |
| 1. | «Клуб Франсе» | 2 | 2 | 0 | 0 | 8  | 1  | +7  | 4 |
| 2. | «Мюлуз»       | 2 | 1 | 0 | 1 | 5  | 2  | +3  | 2 |
| 3. | «Валантіньє»  | 2 | 0 | 0 | 2 | 1  | 11 | −10 | 0 |

- 17 березня, «Клуб Франсе» — «Мюлуз» — 2:0
- 7 квітня, «Клуб Франсе» — «Валантіньє» — 6:1
- 21 квітня, «Мюлуз» — «Валантіньє» — 5:0

### Фінал
В першому таймі фінального матчу знаменита лінія нападу «Олімпіка» забезпечила команді з півдня вагому перевагу в три м'ячі. П'ятірку нападу марсельської команди складали потужні і швидкі нападники, кожен з яких виступав у складі збірної Франції. Перший гол Боє забив з близької відстані після пасу Девакеза. Другий гол був забитий після подачі з кутового того ж Девакеза. Захисники невдало вибили м'яч прямо під удар Бонелло. Третій гол в самому кінці тайму забив Боє, скориставшись помилкою оборонців. Бертран ризиковано віддав пас на Паркса, а той спробував обіграти Боє і втратив м'яч. Центрфорвард «Олімпіка» зробив ривок і красивим ударом переграв Лозеса.
Після перерви марсельці стали грати від оборони. Перевага в три м'ячі розслабила команду. Лінія нападу «Клуб Франсе» була набагато скромнішою за форвардів суперника. Але вдало діяв лідер парижан Мерсьє, що виділявся елегантною і майстерною грою. Саме він у середині тайму скоротив рахунок, завдавши несподіваного і точного удару. Через біль у коліні не міг грати на повну силу півзахисник «Олімпіка» Акуаран, і його був змушений страхувати форвард Галле. Алькасер також постійно допомагав в обороні. Герої першого тайму Девакез, Боє та Бонелло у другому таймі переважно спостерігали за грою, очікуючи на м'яч. Гра велася на тій половині поля, де грала команда з Марселя. Воротар «Олімпіка» Аллі не вважався стабільним гравцем, але міг яскраво діяти на лінії воріт. У цьому матчі він зумів продемонструвати ці свої якості, неодноразово рятуючи свою команду. Наприкінці матчу Руельс забив другий гол, але на більше паризька команда не спромоглася.
| 28 квітня 1929 |

| «Олімпік» (Марсель)      | 3 — 2    | «Клуб Франсе»         |
| ------------------------ | -------- | --------------------- |
| Боє 15', 44' Бонелло 28' | протокол | Мерсьє 62' Руельс 86' |

| «Першинг» (Париж) Глядачів: 15 000 Арбітр: Поль Кіттемель |

«Олімпік»: Шарль Аллі — Еме Дюрбек, Жан Жак'є — Рауль Блан, Жан Кабассу, Огюст Акуарон — Жуль Девакез, Жозеф Альказар, Жан Боє, Моріс Галле, Жорж Бонелло. Тренер — Поль Сетц
«Клуб Франсе»: Антоніо Лозес — Марсель Бертран, Артур Паркс — Петю, Кенне, Ас — Увьє, Гію, Робер Мерсьє, Гарабедьян, Руельс.

## Дивізіон Честі
Команди були поділені на три групи. Переможцями груп стали:
- Група А — КАСЖ (Орлеан)
- Група Б — СА «Месса»
- Група С — Ус «Казерьєнн»

### Фінальний турнір
| М  | Команда        | І | В | Н | П | МЗ | МП | РМ | О |
| -- | -------------- | - | - | - | - | -- | -- | -- | - |
| 1. | Ус «Казерьєнн» | 2 | 2 | 0 | 0 | 6  | 3  | +3 | 4 |
| 2. | СА «Месса»     | 2 | 1 | 0 | 1 | 8  | 4  | +4 | 2 |
| 3. | КАСЖ (Орлеан)  | 2 | 0 | 0 | 2 | 2  | 9  | −7 | 0 |

- 21 квітня, «Казерьєнн» — КАСЖ (Орлеан) — 3:1
- 28 квітня, «Казерьєнн» — СА «Месса» — 3:2
- 5 травня, СА «Месса» — КАСЖ (Орлеан) — 6:1